# Зименков, Сергей Анатольевич
Сергей Анатольевич Зименков (20 апреля 1952) — советский и российский футболист, нападающий, полузащитник; тренер.

## Биография
Играл в командах низших лиг первенства СССР «Локомотив» Донецк (1971—1972), «Динамо» Ставрополь (1972—1974, 1979—1982), «Трактор» Павлодар (1975), «Кайрат» Алма-Ата (1976—1977), «Шахтёр» Караганда (1977—1978).
За «Динамо» Ставрополь сыграл 228 игр, забил 46 мячей, по другим данным — 54 гола.
В 1983 году — начальник команды ставропольского «Динамо», в 1988—1989 — тренер. Работал главным тренером в командах «Динамо» Ставрополь (1993—1994, 1997, 2006, 2010), «Сигнал» Изобильный (1990—1991), «Жемчужина» Будённовск (2002). В 2009 — мае 2010 — спортивный директор «Динамо». В 1993 году «Динамо» под его руководством заняло 12 место в высшей лиге.